# Григорий (Дадиани)
Епи́скоп Григо́рий (груз. ეპისკოპოსი გრიგოლი, в миру князь Георгий Елизбарович Дадиани; 1827—1907/1908) — епископ Русской православной церкви, епископ Гурийско-Мингрельский.

## Епископ
Родился в 1827 года в селе Квашихорм Кутаисской губернии в семье князя Елизбара Дадиани.
В 1849 году окончил Мингрельское духовное училище, а затем Тифлисскую духовную семинарию.
3 апреля 1849 года пострижен в монашество с именем Григорий.
20 мая 1852 года рукоположён во иеромонаха.
15 апреля 1862 года возведён в сан игумена.
С 15 октября 1865 года — настоятель Бодбийского Собора святой Нины.
С 29 ноября 1868 года — настоятель Хобского монастыря в Мингрелии в сане архимандрита.
С 6 марта 1875 года — член Грузино-Имеретинской Синодальной Конторы.
25 марта 1886 года хиротонисан во епископа Гурийско-Мингрельского.
20 марта 1898 года определён членом Московской Синодальной Конторы с увольнением от управления епархией и назначением пребывать в Московском Новоспасском ставропигиальном монастыре.
8 июня 1901 года уволен от должности члена Московской Синодальной Конторы с назначением местопребывания в Гаенатском Богородичном монастыре Имеретинской епархии.
В 1905 году упоминается как пребывающий на покое.
Скончался в 1907 или 1908 году.

## Сочинения
- Григорий, епископ Гурийско-Мингрельский. Поездка в Сванетию для обозрения церквей. Поти, 1893.